# Michael Carrington (patinage artistique)
Pour les articles homonymes, voir Michael Carrington et Carrington.
Michael Carrington est un patineur artistique britannique, double champion de Grande-Bretagne en 1949 et 1950 et médaillé de bronze européen en 1952.

## Biographie

### Carrière sportive
Michael Carrington s'entraîne à Londres au Queen's Ice Skating Club. Il est double champion de Grande-Bretagne en 1949 et 1950.
Il représente son pays à deux championnats européens (1951 à Zurich et 1952 à Vienne) et à deux mondiaux (1950 à Londres et 1951 à Milan). Lors des championnats européens de 1952, il remporte le bronze derrière l'autrichien Helmut Seibt et l'italien Carlo Fassi.
Il n'est jamais sélectionné pour participer aux Jeux olympiques d'hiver.

## Palmarès
| Compétitions principales        | 1949 | 1950 | 1951 | 1952 |  |  |  |  |  |  |  |  |  |  |  |
| Jeux olympiques d'hiver         |      |      |      |      |  |  |  |  |  |  |  |  |  |  |  |
| Championnats du monde           |      | 6e   | 8e   |      |  |  |  |  |  |  |  |  |  |  |  |
| Championnats d’Europe           |      |      | 4e   | 3e   |  |  |  |  |  |  |  |  |  |  |  |
| Championnats de Grande-Bretagne | 1er  | 1er  |      |      |  |  |  |  |  |  |  |  |  |  |  |
|                                 |      |      |      |      |  |  |  |  |  |  |  |  |  |  |  |